# Alte Feste
Alte Feste (que en alemán quiere decir: Vieja fortaleza) es una fortaleza y un museo en el centro de Windhoek, capital de Namibia.
El edificio fue diseñado por el capitán Curt von François para servir como sede de la Schutztruppe imperial alemana (fuerza militar colonial) durante la colonización alemana de África del Sudoeste. La ubicación de Windhoek, que fue abandonada y destruida por completo en ese momento, fue elegida por los alemanes que sentían que serviría como una zona de amortiguación entre las tribus nama y Herero. El fuerte, sin embargo, nunca estuvo implicado en ninguna acción militar.
Fue establecida el 18 de octubre de 1890 por la entonces Schutztruppe privado de Gustav Tünschel. El edificio fue remodelado varias veces durante los primeros años, y su disposición final se terminó en 1915.
Después de la Primera Guerra Mundial, la rendición alemana en África del Suroeste, Windhoek fue ocupada por el ejército de Sudáfrica en marzo de 1915. Alte Feste sirvió entonces como cuartel general de las tropas de la Unión de Sudáfrica.